# Liste der Naturdenkmale in Schwaigern
| Naturdenkmale | Anzahl |
| ------------- | ------ |
| FND           | 10     |
| END           | 5      |
| Gesamt        | 15     |

Die Liste der Naturdenkmale in Schwaigern nennt die verordneten Naturdenkmale (ND) der im baden-württembergischen Landkreis Heilbronn liegenden Stadt Schwaigern. In Schwaigern gibt es insgesamt fünfzehn als Naturdenkmal geschützte Objekte, davon zehn flächenhafte Naturdenkmale (FND) und fünf Einzelgebilde-Naturdenkmale (END).
Stand: 1. November 2016.

## Flächenhafte Naturdenkmale (FND)
| Name                                | Bild | Kennung     | Einzelheiten | Position | Fläche Hektar | Datum         |
| ----------------------------------- | ---- | ----------- | ------------ | -------- | ------------- | ------------- |
| Dinkelbrunnen                       | BW   | 81250860012 | Schwaigern   | ⊙        | 0,2           | 18. Juli 1986 |
| Erlenwäldchen „Binsen“              | BW   | 81250860014 | Schwaigern   | ⊙        | 0,3           | 18. Juli 1986 |
| Feuchtgebiet am Leinbach            | BW   | 81250860004 | Schwaigern   | ⊙        | 0,4           | 18. Juli 1986 |
| Feuchtgebiet „Bruch“                | BW   | 81250860002 | Schwaigern   | ⊙        | 0,7           | 18. Juli 1986 |
| Feuchtgebiet „Oberes Tal“           | BW   | 81250860013 | Schwaigern   | ⊙        | 0,4           | 18. Juli 1986 |
| Feuchtgebiet „Unter dem Neuen Berg“ | BW   | 81250860005 | Schwaigern   | ⊙        | 1,2           | 18. Juli 1986 |
| Lochsee                             | BW   | 81250860009 | Schwaigern   | ⊙        | 0,2           | 18. Juli 1986 |
| Nägelesee                           | BW   | 81250860011 | Schwaigern   | ⊙        | 0,6           | 18. Juli 1986 |
| Pelzsee                             | BW   | 81250860010 | Schwaigern   | ⊙        | 0,4           | 18. Juli 1986 |
| Riedfläche „See“                    | BW   | 81250860006 | Schwaigern   | ⊙        | 1,0           | 18. Juli 1986 |
| Legende für Naturdenkmal            |      |             |              |          |               |               |

## Einzelgebilde (END)
| Name                              | Bild | Kennung     | Einzelheiten                                           | Position | Fläche Hektar | Datum         |
| --------------------------------- | ---- | ----------- | ------------------------------------------------------ | -------- | ------------- | ------------- |
| Lingengruppe im „Grat“ (4 Linden) | BW   | 81250860001 | Schwaigern                                             | ⊙        | 0,0           | 18. Juli 1986 |
| 1 Linde                           | BW   | 81250860015 | Schwaigern                                             | ⊙        | 0,0           | 18. Juli 1986 |
| 1 Mostbirnbaum                    | BW   | 81250860003 | Schwaigern Nicht mehr in der LUBW-Datenbank vorhanden. | ⊙        | 0,0           | 18. Juli 1986 |
| 1 Schwarznußbaum                  | BW   | 81250860008 | Schwaigern                                             | ⊙        | 0,0           | 18. Juli 1986 |
| 2 Linden                          |      | 81250860007 | Schwaigern                                             | ⊙        | 0,0           | 18. Juli 1986 |
| Legende für Naturdenkmal          |      |             |                                                        |          |               |               |